# Колла, Луиджи Алоизий
Луиджи Алоизий (Алоизиус) Колла Луиджи (итал. Luigi Aloysius Colla, 1766—1848) — адвокат, итальянский политик и ботаник конца 18-го, начала 19-го веков.

## Биография
Отец — Джованни Мариа (итал. Giovanni Maria), мать — Капелло Фелисита (итал. Cappello Felicita), жена — Цапеллони Фортуната (итал. Zappelloni Fortunata), дети — сын Арнальдо (итал. Arnaldo), адвокат.
Являлся членом Временного правительства Савойи (англ. Provisional Government of Savoy) с 12 декабря 1798 по 2 апреля 1799, исполняя роль председателя правительства.
В 1820 году Колла описал два вида рода Банан — Musa balbisiana и Musa acuminata — диких предков современного культурного банана, банана райского (Musa × paradisiaca). С 30 июля 1822 года Колла являлся членом-корреспондентом Академии естественных наук Филадельфии (англ. Philadelphia Academy of Natural Sciences).

## Политическая деятельность
- Член временного правительства Савойи[4]
- Сенатор региона Сардиния. Назначен на должность 03.04.1848, подтвержден в должности 10.05.1848, инаугурация 08.05.1848[3]

## Должности и титулы[3]
- Член Академии сельского хозяйства Турина с 17 января 1811
- Вице-президент Академии сельского хозяйства Турина 1814—1815
- Член Академии (итал. Socio nazionale residente) наук Турина с 21 ноября 1819
- Член-корреспондент аграрно-экономического Общества Кальяри 1852—1859

## Награды
- Кавалер Ордена Святых Маврикия и Лазаря 1844

- Командор Ордена Святых Маврикия и Лазаря